# Eli Rill
Eli Rill (* 24. Mai 1926 in New York, USA; † 7. November 2014 in Los Angeles, USA) war ein US-amerikanischer Schauspieler, Theaterregisseur und Schriftsteller.

## Biographie
Eli Rill war das zweite von vier Kindern jüdischer Eltern, die in den frühen 1920er Jahren über Ellis Island eingewandert waren. Er schloss 1942 die Schule ab und ging 1943 zunächst zur US-Marine, wofür er seine Geburtsurkunde fälschte. Mit den US-Marines gelangte er im Zweiten Weltkrieg nach Saipan, Okinawa und Nagasaki. Nach dem Krieg schied er 1946 aus dem Marine-Corps aus und arbeitete noch einige Jahre für das Veteranenamt, ehe er 1949 seine erste Frau Janine „Betty Lou“ Manatis (1928–2019) traf und sich entschloss, Schauspieler zu werden.
Im New Yorker The Actors Studio wurde Eli Rill Schüler und „rechte Hand“ des Schauspielerlehrers Lee Strasberg. Einen Broadway-Auftritt hatte er beispielsweise 1953 in End as a Man. Ab 1954 war er auch in verschiedenen US-amerikanischen TV-Serien zu sehen. Zusammen mit Philip Yordan schrieb Eli Rill 1955 das Drehbuch für Humphrey Bogarts letzten Film Schmutziger Lorbeer, für den Eli Rill auch als Schauspielertrainer arbeitete und in dem er seine erste kleine (im Abspann nicht erwähnte) Nebenrolle in einem Spielfilm übernahm. In New York arbeitete Eli Rill zunehmend mehr als Schauspielerlehrer denn selbst als Schauspieler und als er 1964 nach Toronto übersiedelte, brachte er Strasbergs Method Acting auch dorthin. In Toronto kam Eli Rill mit Cayle Chernin zusammen und spielte von da an auch in einigen kanadischen Filmen. Zudem war er 1969 Autor der Fernsehserie Abenteuer im Regenbogenland. Für seine Rolle im Kinofilm Slipstream wurde er 1973 für einen Canadian Screen Actors Award nominiert.
Mit seiner dritten Frau Claire Goreen übersiedelte Eli Rill 1979 nach Los Angeles, wo er fortan in seinem eigenen Studio in Canoga Park arbeitete und auch einige Romane schrieb. Mit Janine Manatis hatte Eli Rill einen Sohn, der als Ethan Rill (* 1962) selbst Schauspieler wurde. Mit Claire Goreen hatte Eli Rill eine Tochter namens Elissa (* 1981).

## Filmographie
- 1956 Schmutziger Lorbeer (The Harder They Fall)
- 1972 Out
- 1973 Slipstream
- 1973 Polizeiarzt Simon Lark (Dr. Simon Locke, Fernsehserie, 1 Folge)
- 1976 Point of No Return
- 1978 Power Play (Coup d'Etat)
- 1982 Rosie – The Rosemary Clooney Story

## Bücher
- 2010 A Penny For The Violin Man
- 2012 Bogie – The Final Chapter
- 2013 The Very Loud Silence

## Weblink
- Eli Rill bei IMDb